# Дворец Бельвю (Франция)

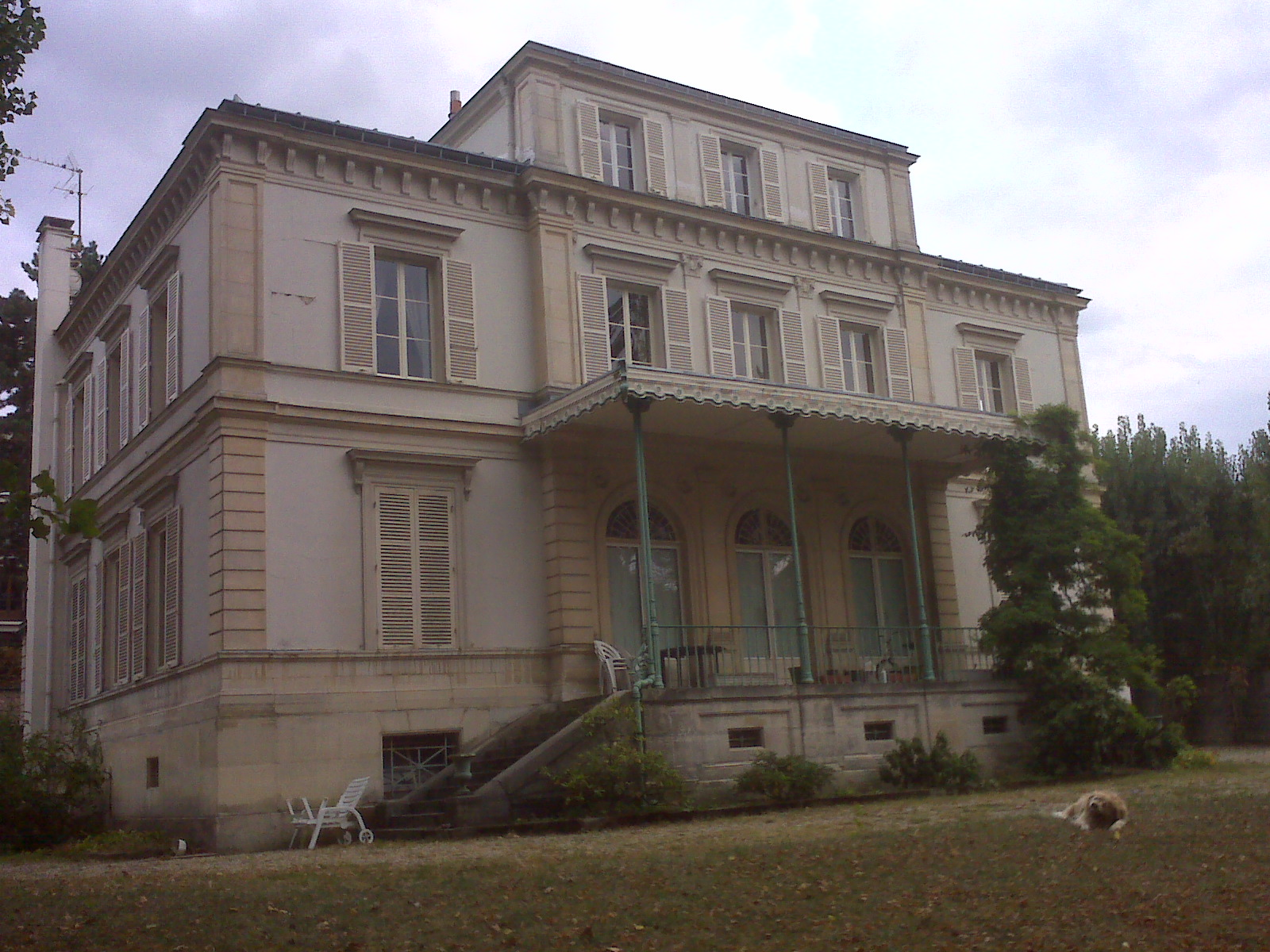
Одно из уцелевших строений (фотоснимок 2009 года)

Дворец Бельвю́ (фр. Château de Bellevue — Замок «Прекрасный вид») — не сохранившийся загородный небольшой дворец-бельведер XVIII века маркизы Помпадур. Находился близ Парижа, на левом берегу реки Сена, возле железной дороги, ведущей в Версаль; на возвышении, которое тянется от Сен-Клу к Мёдону.

## История
Маркиза де Помпадур построила дворец в относительно короткое время (с 30 июня 1748 г. до 20 ноября 1750 г.), затратив на строительство огромные средства, а король Людовик XV, посетивший его через четыре дня по окончании работ, пришёл в такой восторг, что немедленно купил его для себя, оставив его, однако, в пользовании своей фаворитки. Первые художники того времени участвовали в украшении замка, и он считался тогда самым очаровательным загородным дворцом во всей Европе.
Во время Революции дворцом завладела так называемая «Чёрная банда» и обратила его в руины. Уцелела вилла Бренборион (pavillon de Brimborion), бывшая важным стратегическим пунктом во время осады Парижа (1870—1871).